# Норваш-Шигалі
Норва́ш-Шигалі́ (рос. Норваш-Шигали, чув. Нăрваш Шăхаль) — село у складі Батиревського району Чувашії, Росія. Адміністративний центр Норваш-Шигалинського сільського поселення.
Населення — 1092 особи (2010; 1151 у 2002).
Національний склад:
- чуваші — 99 %